# 卡里斯 (希腊神话)
卡里斯（希臘語：Χάρις；拉丁語：Charis, Kharis）是希腊神话中司美丽、妩媚与优雅的女神。她还有另外一名字叫卡勒（希臘語：Καλη；拉丁語：Kale, Cale），同为“美女”、“优雅”、“魅力”的代名词。
荷马笔下的叙事史诗《伊利亚特》卷十八中说她是美惠三女神之一，为光辉女神。火神赫淮斯托斯的妻子阿佛洛狄忒与战神阿瑞斯私奔之后，在天父宙斯的撮合下又娶了美惠三女神之一的卡里斯为妻，但最终卡里斯还是离开了他。这里的卡里斯即是赫西奥德笔下的美惠三女神—卡里忒斯中最年轻的阿格莱亚。这充分说明了，美丽与优雅是赫淮斯托斯所锻造的艺术品中不可缺少的条件。